# Вариоскопический кинематограф
Вариоскопический кинематограф (англ. varioscopic cinematography) — вид кинематографа, в котором размеры изображения и соотношение сторон кадра изменяются во время показа фильма. Изменение размера и пропорций кадра достигаются кашированием при печати фильмокопий. Кроме этого, существуют технологии с переменными кашетированием или анаморфированием во время съёмки негатива. Приём, разработанный в 1916 году Дэвидом Гриффитом, был предназначен для усиления художественного воздействия фильмов. Принципы вариоскопического кино встречаются в сравнительно немногочисленных фильмах, например «Айболит-66» и «Автомобиль, скрипка и собака Клякса». Они не получили широкого распространения, но могут использоваться в сочетании с поликадровым кинематографом.

## Факты
- «Нетерпимость» (США, 1916) — один из первых фильмов с переменным соотношением сторон кадра.
- В 1956 году в Великобритании была разработана система широкоэкранного кино «Дайнафрейм» (англ. Dynamic frame) с переменной шириной экрана для 35-мм киноплёнки. Монтажёр использовал рамку для ограничения размера кадра рабочего позитива по горизонтали и вертикали, выбирая наиболее выгодные для каждого фрагмента размеры изображения[1].
- Всесоюзный научно-исследовательский кинофотоинститут (НИКФИ) совместно с киностудиями Москвы и Ленинграда разработал системы вариоскопического кино «Варио-35» и «Варио-70» для 35-мм и 70-мм киноплёнки соответственно. Обе системы были основаны на использовании квадратного кадра негатива. Изменение соотношения сторон и размеров достигалось применением при печати фильмокопий сменной непрозрачной прямоугольной маски.
- Первый фильм «Ребёнок тигра», снятый по системе IMAX, был вариоскопическим. Изображение на экране могло быть, как цельным, снятым на негатив исходного формата, так и делиться на 3 или 9 частей. В двух последних случаях на общем позитиве совмещались три вертикальных кадра Todd AO или 9 кадров классического формата[3].